# Sus Khotin Corona
Sus Khotin Corona est une corona, formation géologique en forme de couronne, située sur la planète Vénus par -54° S et 241° E. Elle est localisée dans le quadrangle de Godiva. Elle a été nommée en référence à Sus Khotin, La fertilité tadjik et ouzbek et la déesse de la pluie.

## Géographie et géologie
Sus Khotin Corona couvre une surface circulaire d'environ 110 km de diamètre. 